# تآكل شقي

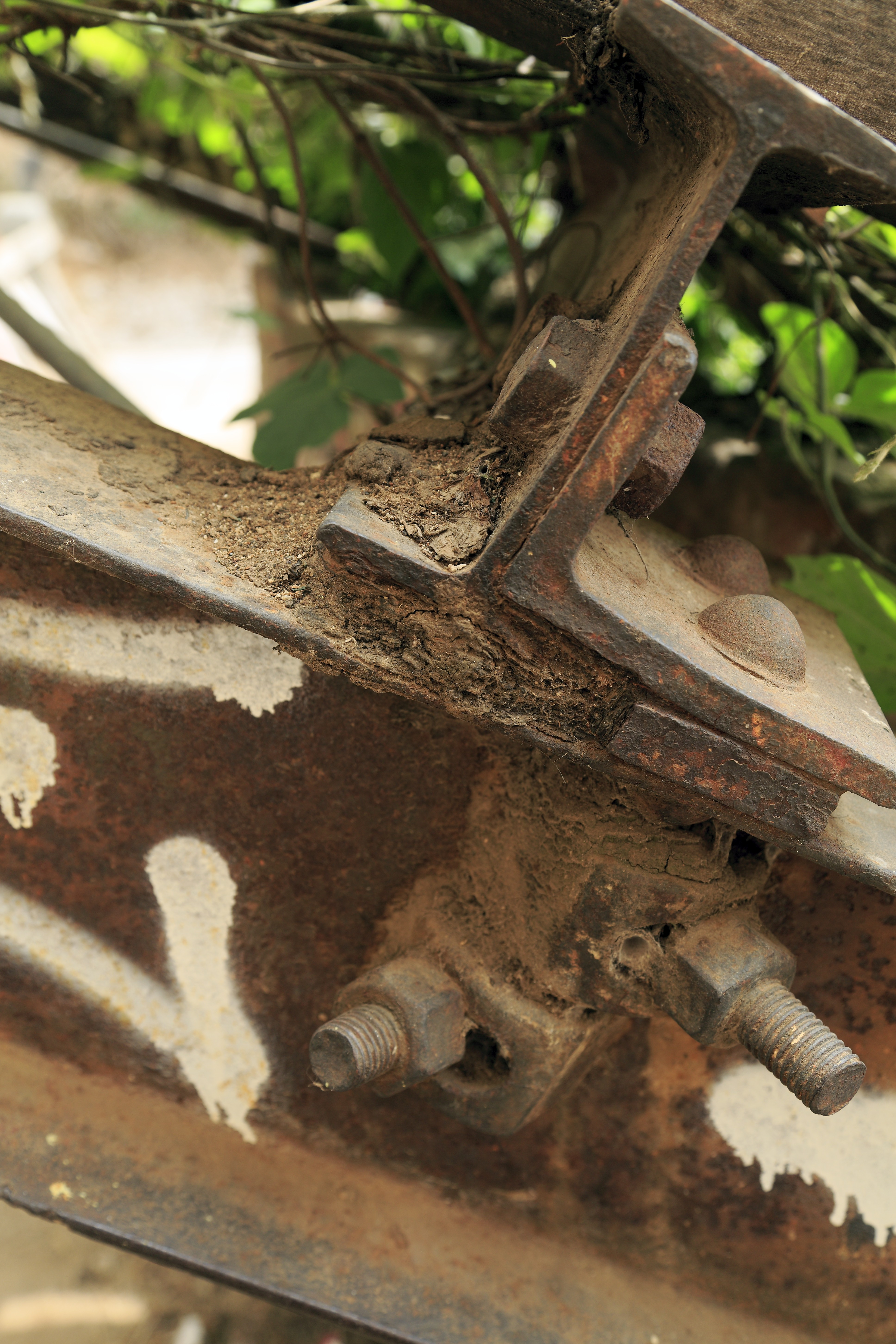

التآكل الشقي (بالإنجليزية: Crevice corrosion)‏ هو أحد أنواع التآكل وهو تآكل موضعي شديد يصيب الأجزاء المعدنية في مناطق الشقوق والمناطق المغطاة، سواءً أكان هذا الغطاء على هيئة مواد معدنية أو كان على هيئة مواد غير معدنية مثل الأقمشة، المواد البلاستيكية، المطاط، الزجاج، الترسبات الطينية، الطحالب أو الأوساخ. ولحدوث هذا النوع من التآكل يجب توفر محلول راكد (الكتروليت) بين الغطاء والمادة المعدنية، ويسمى هذا النوع أحياناً بأسماء أخرى مثل تآكل الحشوات (Gasket Corrosion) وتآكل الترسبات (Deposit Corrosion).

## المراحل
يُجمع كثير من الباحثين على أن ميكانيكية التآكل الشقي يمكن تقسيمها إلى ثلاث مراحل:
المرحلة الأولى:
خلال هذه المرحلة تحدث التفاعلات على المناطق خارج منطقة الشق أو الصدع (Uncreviced area) ومنطقة داخل الصدع نفسه على حدٍ سواء. هذه التفاعلات يمكن كتابتها كما يلي:
(1) التفاعل المصعدي
(2) التفاعل المهبطي
(3) التفاعل الكلي
إن التفاعلات أعلاه تُبقي الشحنة متعادلة عند سطح المعدن وأجزاء السائل حيث إن تكوّن كل أيون معدني M+ واحد يقابله الحصول على أيون هيدروكسيد OH- واحد أيضاً ولكن استمرار تآكل المعدن في المناطق كافة يؤدي إلى نفاد كمية الأكسجين في المناطق المحصورة بين سطحي المعدن (الشقوق) كما في الشكل (1-1) ذلك لأن وصول الأكسجين إلى هذه المنطقة من الجو أو من المحلول في المناطق الأخرى يكون صعباً بسبب ضيقها.
المرحلة الثانية:
وبعد نفاد كمية الأكسجين داخل الشق يستمر تحلل المعدن (التفاعل المصعدي) يرافقه تفاعل مهبطي في أقرب منطقة خارجية يتوفر فيها الأكسجين حيث ينشأ ما يسمى بالخلية التركيزية. وينتج عن هذا الوضع زيادة تركيز أيونات المعدن M+ في المنطقة المحصورة عما هو عليه خارج هذه المنطقة مما يؤدي بدوره إلى زيادة الشحنة الموجبة فيها والتي من الضروري أن تتعادل، وهذا يتم عن طريق هجرة أيونات الكلوريد - الأسهل انتشاراً من أيونات الهيدروكسيد - اليها كما هو مبين في الشكل (1-2). إن وصول أيونات الكلوريد إلى منطقة الصدع يؤدي إلى تكوين كلوريد معدني (M+Cl-) وهذا الكلوريد يتميأ بالماء مما يؤدي إلى انخفاض الأس الهيدروجيني وزيادة تركيز أيونات الكلوريد داخل الشق.
ولسبب غير معروف حتى الآن يقوم أيون الهيدروجين والكلوريد بحفز عملية التحلل في منطقة الشق مما يؤدي إلى زيادة معدل التآكل فيه، وهذا من شأنه أن يؤدي إلى زيادة تركيز أيونات المعدن الذي بدوره يؤدي إلى رحيل أيونات الكلوريد اللازمة لتعادل الشحنة ومن ثم تكوّن الحامض وتحفيز المعدن للتحلل تحفيزاً ذاتياً (Autocatalytic Process).
المرحلة الثالثة:
في هذه المرحلة يكون المحلول داخل الشق قادراً على كسر الغشاء الخامل الواقي (Protective passive film) لسطح المعدن، ويسمى – المحلول - في هذه الحالة بالمحلول الحرج للشق (Critical Crevice Solution, CCS) الذي يضع نهاية لمرحلة الإبتداء والإيذان بمرحلة التقدم أو الانتشار (Propagation Stage) حيث يستمر ذوبان المعدن (التفاعل المصعدي) يقابله تفاعل اختزال الأكسجين خارج الشق وإذا كانت درجة الحموضة عالية (عند pH منخفض) يتكون الهيدروجين داخل الشق. وسرعة التقدم هذه تعتمد على الشكل الهندسي للشق (Geometry)، انتقال الكتلة (Mass Transfer) وحركية التفاعل.